# Râul Osiac
Râul Osiac este un afluent al râului Cernovăț. 

## Hărți
- Harta județul Caraș-Severin